# Miskolci kocsonyafesztivál

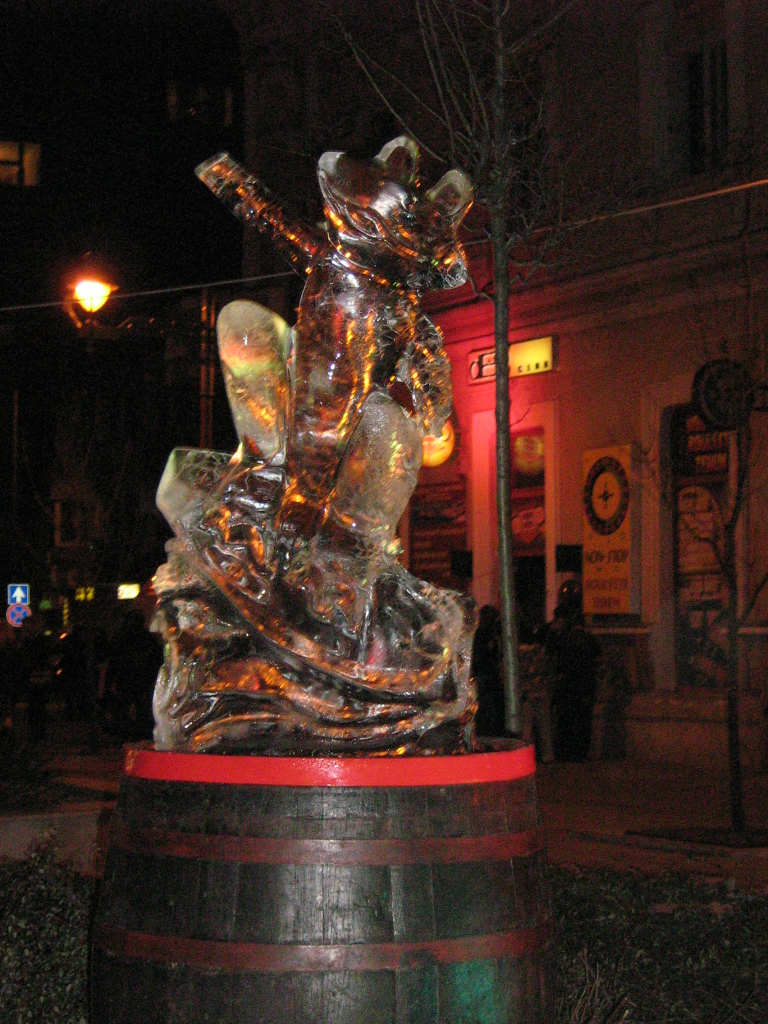
Jégbéka vörösben

A miskolci kocsonyafesztivál az észak-magyarországi régió, s ezen belül Miskolc egyik legnépszerűbb rendezvénye. 2004-től 2013-ig hivatalos nevén: Miskolci Tél Kocsonyafesztivál. A fesztivál célja az, hogy a téli szezonban is a városba látogassanak a külföldi és belföldi vendégek, s Miskolcban egy vendégszerető, gasztronómiai, kulturális és turisztikai értékekben gazdag régióközpontot ismerjenek meg. Régi idők hangulata elevenedik meg ilyenkor a miskolci forgatagban, ahol az egykori kereskedőváros képe tűnt elénk lacipecsenyével, miskolci pereccel és a felejthetetlen kocsonyával. A fesztivál jelmondata: „Több, mint legenda!”
A rendezvényt a miskolci sétálóutcán, a Szinva teraszon, és a Szent István téren tartják, de korábban a Hősök tere, Miskolc-Tapolca és Lillafüred is rendezvények helyszíne volt. A fesztivál kabalaállata a Brecus Anonymus, a Névtelen Béka.
A Kocsonyafesztivált szervező „Több, mint legenda Alapítvány" a régió népszerűsítéséért 2010. február 9-én megkapta a Észak-magyarországi Regionális Idegenforgalmi Bizottság Nívódíját. A kocsonyafesztivál 2010-ben kiváló minősítést kapott a Magyar Fesztivál Regisztrációs és Minősítési programtól, erről 2010. szeptember 2-án számoltak be a szervezők. Ugyanekkor azt is bejelentették, hogy a Magyar Turizmus Zrt. felmérése szerint a Kocsonyafesztivál az ország hat legismertebb fesztiválja között foglal helyet. 2010 óta a helyszínek száma is nőtt, és egyre több új program várja a közönséget. 2013-ban a fesztivál további megrendezésére Miskolc város és a „Több, mint legenda” Alapítvány közös céget hozott létre, amelyben a város többségi tulajdonos lett. 2014-től 2019-ig a Kocsonyafesztivál nem került megrendezésre, a várossal fennálló jogviták miatt, Miskolc ehelyett minden évben Kocsonya Farsangot, majd miután eltiltották a „kocsonya” szó használatától, Miskolci Farsangot rendezett. A fesztivált 2020-tól kezdődően ismét megrendezik.

## A névadó legenda

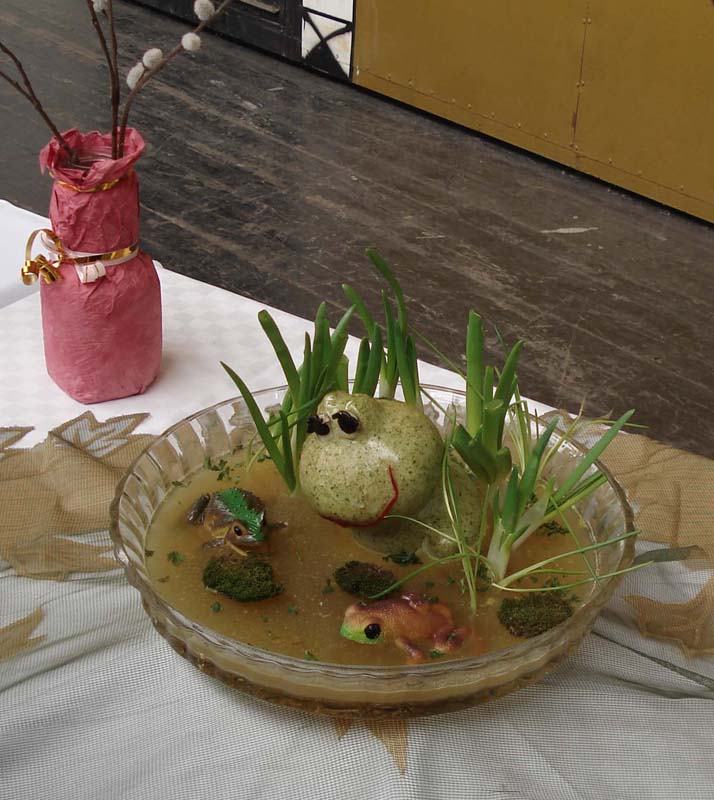
Békák a kocsonyában

Országosan ismertté vált a szólás, hogy „Pislog, mint miskolci kocsonyában a béka”. Más változatok is előfordulnak, mint „Reszket, remeg, rezeg, mint a miskolci kocsonyában a béka”. A szólás alapját a következő történet adja:
Még a 19. században történt, hogy a vasúti forgalom megnyitása előtti időkben a Gömörvidék és Budapest közti kereskedelmet gömöri fuvarosok bonyolították. Miskolc ennek az útvonalnak egy közbeeső állomása volt. A fuvarosok általában a szentpéteri kapuban lévő vendégfogadókban szálltak meg éjszakára. Egyszer egy tót fuvaros a Magyar Huszárba tért be, hogy szállást kérjen. Vacsorára kocsonyát rendelt. A kocsmárosné, akit Potyka Katinak neveztek, hamarosan hozta is az ételt. A tót atyafi nekilátott az evésnek, és előbb a lé alól kikandikáló húst akarta megenni, ám ijedten ejtette el a villát „Jaj, jaj, kocsmárosné, ennek a kocsonyának szeme is van, s csak úgy hunyorgat felém!” A kocsmárosné is megijedt, de tudomásul kellett venni a dolgot, mert egy béka volt befagyva a kocsonyába.
A hagyomány szerint többször is megtörtént az eset Miskolc kocsmáiban és fogadóiban és nem csak fuvarosokkal, hanem országgyűlési képviselőkkel is, a 20. században a híres Korona Szállóban és a Három Rózsa vendéglőben is. Emlékét őrzi a porcelánból készített kocsonyástál, amit a vásárokon árulnak.

## Története

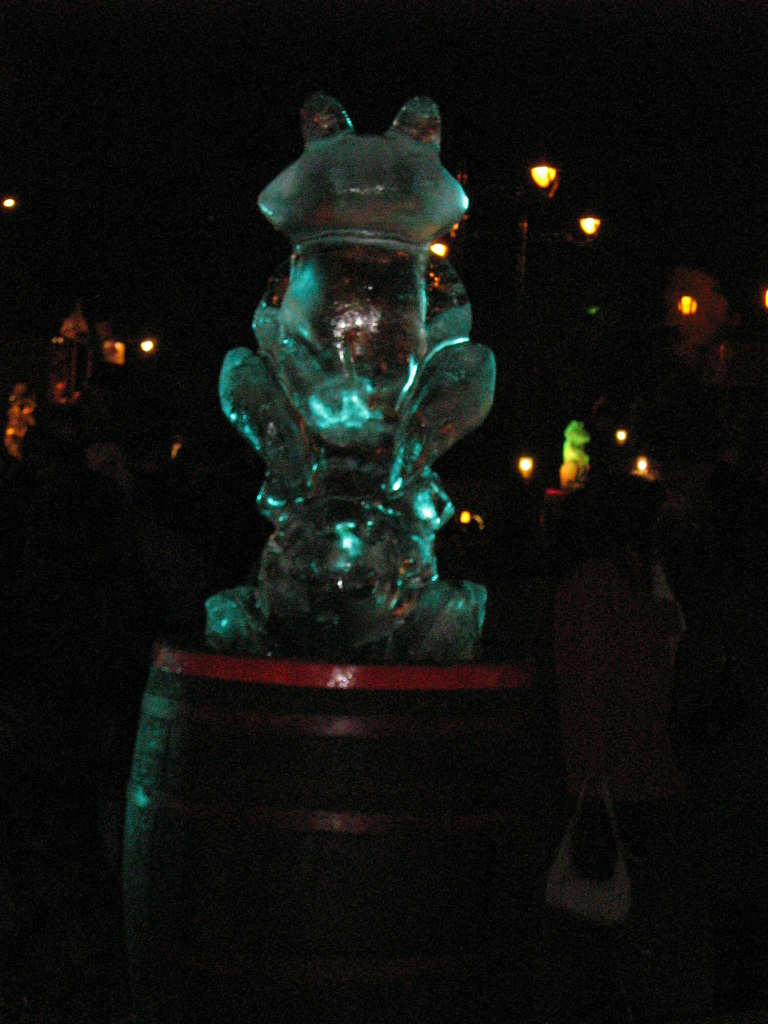
Jégbéka

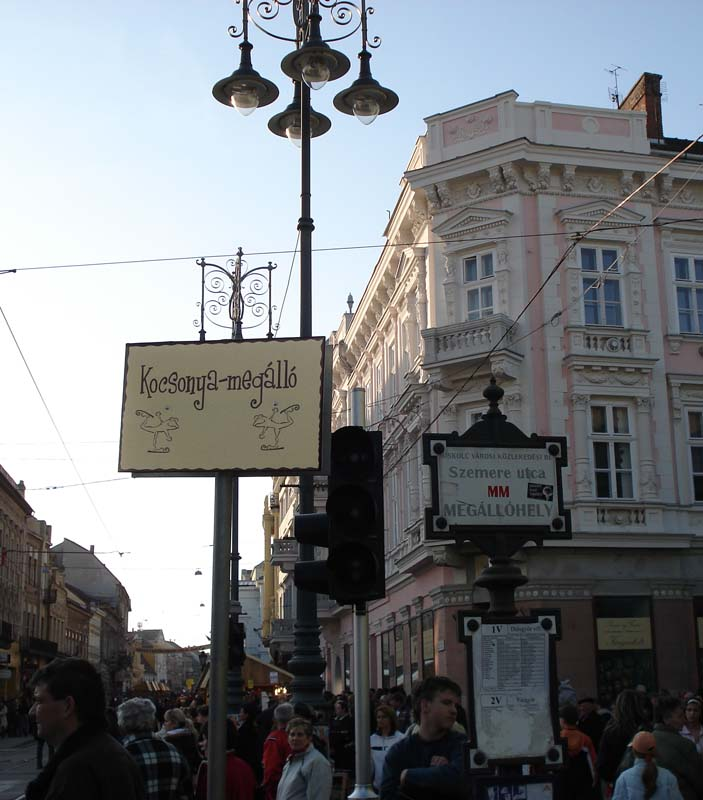
Kocsonya-megálló

### 2000-2009
A programot Rózsa Edit és férje, Fedor Vilmos, Miskolc akkori alpolgármestere ötlete alapján 1999-ben indították el, Vendégségben Miskolcon címmel. Ekkor véglegesedett a februári időpont, az elkövetkező években a rendezvények köre kibővült és háromnapos mulatsággá nőtte ki magát. 2000-ben a Vendégségben Miskolcon programsorozat első vendégei januárban Vágó István és felesége, Vágó Judit voltak. Áprilisban Geszti Péter látogatott el a városba. Ebben az évben ide látogatott még Nagy Bandó András és felesége.
A mai számítás szerinti első Kocsonyafesztvált 2001-ben tartották, bár ezt a nevet akkor még nem használták. A Vendégségben Miskolcon program januári vendége Göncz Árpád volt, aki a 25. vendégként érkezett Miskolcra, és a rendezvény éves zárásaként megrendezték az első Miskolci Kocsonyabált is. 2001 októberében a Vendégségben Miskolcon program eddigi meghívott vendégei a város iránti tiszteletből, létrehozták a Miskolc Baráti Kört, melynek elnökévé Vágó Istvánt választották. 2002-ben a Miskolci Kocsonyabál társrendezvényeként megvalósult az első Miskolci Kocsonyaünnep. A Kocsonyabálon az ország különböző tájékairól érkező Kocsonya nevű családok vettek részt.
2003. február 22-25. között a miskolci városi sportcsarnokban tartották a rendezvényt, ahol a résztvevők úgynevezett „kocsonyatallérokat” kaptak, amelyet egy tál kocsonyára lehetett beváltani. A város legnevesebb szakácsai készítették el a finomságot. A Kocsonyagála ekkor bővült ki az első Kocsonyafesztivállal. Ebben az évben a lillafüredi Palotaszálló adott otthont a Kocsonyabálnak, amely Miskolc és vidéke egyik legjelentősebb társasági eseményévé vált, 2003-ban az év bálja elismerést kapta. A programsorozat a Miskolci Nemzeti Színházban zárult.
A negyedik Kocsonyafesztivált 2004. február 20. és 22. között rendezték meg. A rendezvény védnökei Vágó István, Sztevanovity Zorán, Presser Gábor, Nagy Bandó András, Bálint György, Tóth Krisztina és Aczél Endre voltak. Ettől az évtől lett a Kocsonyabál hivatalos neve: Miskolci Tél – Kocsonyafesztivál. A Kocsonyaünnep a Miskolci Nemzeti Színház nyári színházában került megrendezésre. A miskolci éttermek látványkocsonyáit a Színészmúzeum előcsarnokában állították ki, és itt a Kocsonyaünnep vendégei szavazhattak Miskolc legszebb kocsonyájára.
2005-ben mutatták be a Kocsonyafesztivál hivatalos italát, a tokaji bor és sör házasságából született világos vörös színű KORTY nevű italt. Dr. Besenyei Lajos, a Miskolci Egyetem akkori rektora, ünnepélyes keretek között megalapította az egyetem szimbolikus Kocsonyatudományi Karát. A fesztivál említésre méltó látványossága volt a 8 tonna jégből készült jégpiramis. A miskolci egyetemisták és középiskolások a Kocsonyádé sportvetélkedőn mérhették össze erejüket. A versenyek helyszíne Bánkút és Miskolc sportlétesítményei, a Műjégpálya és az Egyetemi Sportcsarnok volt. Bánkúton Kocsonya műlesikló versenyt rendeztek, Lillafüreden a Kocsonya-jégfal megmászására az extrém sportok kedvelőit várták.
2006. február 17-19. között rendezték a hatodik Kocsonyafesztivált, melynek során különleges program volt a BelvároSi-show, ahol Richard Schabl háromszoros figurális sífutó világbajnok, többszörös európai és német mester, valamint Suzana Smirkakova szabad stílusú junior világbajnok mutatta be tudását a Hősök terén kialakított sísáncon. A fesztivál ideje alatt a tapolcai Barlangfürdő, a Miskolci Galéria és a Miskolci Nemzeti Színház is különleges programokkal várta a vendégeket.
2007. február 23-ától február 25-éig rendezték meg hetedszer a rendezvényt, melynek nyitóparádéján több ezer Brecus Anonymus hullt az égből. Városon kívüli helyszínként Miskolctapolcát is bevonták. Ekkor egy hitelesített rekordot is feljegyezhettek. Mátyás Rudolf világbajnok mesterszakács közreműködésével elkészült az ország legnagyobb kocsonyája, melyhez 84 kiló sertéskörmöt, 12 kilogramm füstölt csülköt, egy kilónyi szemes borsot, két és fél kilogramm sót és ugyanilyen mennyiségű fokhagymát, több mint hét kiló vöröshagymát, öt kilónyi zöldséget és 180 liter vizet használtak fel. Az 500 személy részére elegendő kocsonyát egy 1,7 méter átmérőjű, 120 kilogrammos speciális edényben kezdték el dermeszteni.
2008. február 22. és 24. között a környezetvédelem jegyében rendezték meg nyolcadszor a kocsonyafesztivált. A fesztivál vendége a Bükki Nemzeti Park és Tiszacsege volt. A Szinva teraszon jégből faragott békák szolgáltattak látványosságot. Érdekes program volt a kincskeresés GPS-szel. A Kocsonyabál különlegességei közé sorolható többek között a Hotel Palotában a Ködmön Táncegyüttes műsora, Csonka András és Elsa Valle kubai énekesnő fellépése, a Kocsonya Jósda, a Kocsonya Casino, a Szivar Szoba csak uraknak és a Női Szalon, kizárólag hölgyeknek.
2009-ben először a február 14-én megrendezett Kocsonyabállal, majd február 20-ától 22-éig a Kocsonyafesztivállal folytatódott a program. Ebben az évben a fesztivál díszvendége Tampere, Miskolc finn testvérvárosa volt. Rendeztek többek között léggitár-versenyt, 24 órás nonstop táncimprovizációt, fellépett a Budapest Klezmer Band, és Geszti Péter, a Nemzeti Vágta szervezője egy háromméteres falovat állított fel a Hősök terén.

### 2010-2013
2010-ben a fesztiváli időszakot a február 6-i Kocsonyabál nyitotta, majd következett a fesztivál február 19. és 21. között. Ebben az évben megtekinthető volt többek között a szimfonikus zenekar főpróbája, a Győri Balett előadást tartott a Nemzeti Színházban, időutazás és pincérfutóverseny került megrendezésre, valamint az abban az évben 100 éves DVTK tiszteletére foci tematikájú programok is voltak, találkozni lehetett az 1977-es Aranycsapat tagjaival
2011. február 18. és február 20. között tartották meg az eseményt 11. alkalommal, a Kocsonyabálra viszont később, február 26-án került sor. Ebben az évben bemutatkozott Mohács városa a térségi ÁMK gyermekcsoportjának előadásában busójárás volt, továbbá bemutatták a vizsolyi biblia nyomdáját, 19-én pedig gyártúrát szerveztek a valamikori acélműbe.
2012. február 24. és 26. között rendezték meg tizenkettedszer a fesztivált. A fesztiválra Budapestről élményvonat indult, a Kocsonya Expressz. Ebben az évben külföldi díszvendég volt Románia, valamint hazánkból Mád és Baja, az abaúji települések pedig saját bódékkal és programokkal mutatkoztak be. Ebben az évben volt a rendezvény kiterjedése a legnagyobb, ugyanis a Szent István tértől egészen a Szentpáli utcáig húzódott, ahol a nagyszínpadot állították fel.
A tizenharmadik Kocsonyafesztivált 2013. február 22-24. között rendezték meg. Minden addiginál nagyobb, 65 ezer négyzetméteres területen rendezték meg a városban. Az új programok közt ott volt "Az én fesztiválom" irodalmi pályázat díjkiosztója, szurkolói találkozó a Miskolci Jegesmedvék csapatával, a Holdam Egyesület családi programjai, szociológiai beszélgetések a Borsalino Klubban, díszmadár-kiállítás és kutyaszánhúzó-verseny.

### A fesztivál szünetelése
2014-ben is szerették volna megrendezni az immár XIV. Miskolci Kocsonyafesztivált, azonban Miskolc városa abban az évben nem adott területfoglalási engedélyt a szervezőknek. Ehelyett saját maguk rendeztek háromnapos programot február 20-23. között az önkormányzat cégével, Becherovka Miskolci Kocsonya Farsang néven. Álláspontjuk szerint azért, mert Rózsa Edit cége komoly tartozást halmozott fel, nem tudott elszámolni a beszállítókkal, és nem fogadta el a város ajánlatát a megegyezésről. Az ő állítása szerint viszont ez nem igaz, és szándéknyilatkozat volt arról, hogy a várossal közösen szervezik azt meg, pénzügyi támogatás mellett. A szervezők nem hagyták annyiban és terveik szerint 2014. március 7-9. között a miskolctapolcai autóskempingben kívánták megrendezni. Erre azonban mégsem került sor, mert a területen éppen ekkor kezdtek hozzá az Avalon Park nevű létesítmény építésének, és visszavonták a területhasználati engedélyt, földmunkákra hivatkozva. A Kocsonyafesztivál ezután nem került megrendezésre, Rózsa Edit pedig perre ment a miskolci önkormányzat ellen. A Kúria 2017 végén hozott ítéletében aztán megállapította, hogy Miskolc önkormányzata tisztességtelen piaci magatartást tanúsított, és eltiltotta a várost a további jogsértéstől. 2018-ban és 2019-ben a rendezvényét Becherovka Miskolci Farsang néven rendezte meg a város, a Kocsonyafesztivál szervezői pedig minden évben megpróbálták beadni területfoglalási engedélyüket, hiába. Bár próbálták más városban (Szikszón, Kazincbarcikán) megszervezni azt, ettől mindig visszaléptek, és azon az állásponton voltak, hogy Miskolcon kell tartani a város fesztiválját.

### 2020-
Az új miskolci városvezetés 2019 végén hivatalos közleményben jelentette be, hogy 2020-ban február 14-16. között ismét megrendezésre kerül a Kocsonyafesztivál. Feltehetően a rövid felkészülési időre tekintettel valamivel kevesebb programmal, mint korábban, de többek között ízkocsonyaversennyel, felvonulással és jégszoborversennyel, kiállításokkal, szerelmeseknek szóló programokkal és farsangi kamakupával került megrendezésre. Ez a rendezvény volt az utolsó nagyobb esemény a koronavírus-járvány kitörése előtt, amit még megtarthattak, ezután 2021-ben és 2022-ben sem tarthatták meg azt, a járványügyi korlátozások miatt. Három év szünetet követően a XV. Miskolci Kocsonyafesztivál 2023. március 3-5. közt került megrendezésre. A kora márciusi időpont szokatlan volt az eredetileg téli rendezvény esetében, de a következő évben, 2024-ben is ekkor rendezték.
Huszonöt évvel a rendezvény megálmodását követően, 2025-ben kerül megrendezésre a "Kocsonyafesztivál 25", melynek hosszú idő után újra díszvendége lesz, Hollóháza személyében. Korábban több kifogás is érte a szervezőket, hogy miért nagyböjt idejére tesznek egy ilyen jellegű eseményt, ezért visszakerült korábbi helyére a naptárba, február közepére.

## Összefoglaló táblázat
| Név                                            | Időpont              | Díszvendég                     |
| ---------------------------------------------- | -------------------- | ------------------------------ |
| Vendégségben Miskolcon (I. Kocsonyafesztivál)  | 2001. január         | Göncz Árpád                    |
| Miskolci Kocsonyaünnep (II. Kocsonyafesztivál) | 2002. január         | Kocsonya vezetéknevű családok  |
| III. Miskolci Kocsonyafesztivál                | 2003. február 22-25. |                                |
| IV. Miskolci Tél - Kocsonyafesztivál           | 2004. február 20-22. |                                |
| V. Miskolci Tél - Kocsonyafesztivál            | 2005. február 18-20. |                                |
| VI. Miskolci Tél - Kocsonyafesztivál           | 2006. február 17-19. | Straub Dezső (házigazda)       |
| VII. Miskolci Tél - Kocsonyafesztivál          | 2007. február 23-25. |                                |
| VIII. Miskolci Tél - Kocsonyafesztivál         | 2008. február 22-24. | Bükki Nemzeti Park, Tiszacsege |
| IX. Miskolci Tél - Kocsonyafesztivál           | 2009. február 20-22. | Tampere                        |
| X. Miskolci Tél - Kocsonyafesztivál            | 2010. február 19-21. |                                |
| XI. Miskolci Tél - Kocsonyafesztivál           | 2011. február 18-20. | Mohács                         |
| XII. Miskolci Tél - Kocsonyafesztivál          | 2012. február 24-26. | Románia, Mád, Baja, Abaúj      |
| XIII. Miskolci Tél - Kocsonyafesztivál         | 2013. február 22-24. |                                |
| XIV. Miskolci Kocsonyafesztivál                | 2020. február 14-16. |                                |
| XV. Miskolci Kocsonyafesztivál                 | 2023. március 3-5.   |                                |
| (XVI.) Kocsonyafesztivál                       | 2024. március 8-10.  |                                |
| Kocsonyafesztivál 25                           | 2025. február 14-16. | Hollóháza                      |

### Hasonló rendezvények
2014 és 2019 között Miskolc városa saját szervezésében tartott rendezvényeket.
| Név                                       | Időpont              |
| ----------------------------------------- | -------------------- |
| I. Becherovka Miskolci Kocsonya Farsang   | 2014. február 20-23. |
| II. Becherovka Miskolci Kocsonya Farsang  | 2015. február 5-8.   |
| III. Becherovka Miskolci Kocsonya Farsang | 2016. január 28-31.  |
| IV. Becherovka Miskolci Kocsonya Farsang  | 2017. február 17-19. |
| I. Becherovka Miskolci Farsang            | 2018. február 2-4.   |
| II. Becherovka Miskolci Farsang           | 2019. február 22-24. |